# Narathura alaconia
Narathura alaconia är en fjärilsart som beskrevs av William Chapman Hewitson 1865. Narathura alaconia ingår i släktet Narathura och familjen juvelvingar. Inga underarter finns listade i Catalogue of Life.